# Dison
Pour les articles homonymes, voir Dison (homonymie).
Dison (en wallon Dizon) est une commune francophone de Belgique située en Région wallonne dans la province de Liège et faisant partie de l'agglomération de Verviers.
Elle se trouve sur la rive droite de la Vesdre, face à la ville de Verviers.
L'église Saint-Fiacre de Dison se situe au centre-ville et est devancée par l'Esplanade de la Libération.

## Géographie

Situation de la commune de Dison dans l'arrondissement de Verviers.

Les villes voisines de Dison sont : Verviers, Thimister-Clermont, Limbourg, Herve et Henri-Chapelle.

### Sections de commune
| # | Nom       | Superf. (km²) | Habitants (2020) | Habitants par km² | Code INS |
| - | --------- | ------------- | ---------------- | ----------------- | -------- |
| 1 | Dison     | 4,52          | 8.193            | 1.813             | 63020A   |
| 2 | Andrimont | 9,46          | 7.058            | 746               | 63020B   |

### Communes limitrophes
|          | Herve - Thimister-Clermont - Welkenraedt |          |
| Verviers | Dizon                                    | Limbourg |
|          | Verviers                                 |          |

## Démographie

### Démographie: Avant la fusion des communes
- Source: DGS recensements population

### Démographie: Commune fusionnée
En tenant compte des anciennes communes entraînées dans la fusion de communes de 1977, on peut dresser l'évolution suivante :
Les chiffres des années 1831 à 1970 tiennent compte des chiffres des anciennes communes fusionnées.
- Source: DGS , de 1831 à 1981=recensements population; à partir de 1990 = nombre d'habitants chaque 1 janvier[1]

## Histoire
Dison, est une ville avec un passé industriel important lié aux activités de filature de Verviers, qui confectionnait une laine de renommée internationale. Dison, en périphérie de Verviers, voit fleurir des centaines de petits ateliers. Après la seconde guerre mondiale cette activité déclina. Le paysage actuel, de bocages et d'herbages, est propice au tourisme et aux promenades à vélo.

## Héraldique
|  | La ville possède des armoiries. Aucune date n'a été trouvée. Blasonnement : D'azur à trois navettes de tisserand, deux en sautoir, la troisième brochant en pal sur les deux autres, auxquelles est suspendue par une chaine tissée, une toison, le tout d'or. Source du blasonnement : Site de la Commune de Dison. |

## Politique

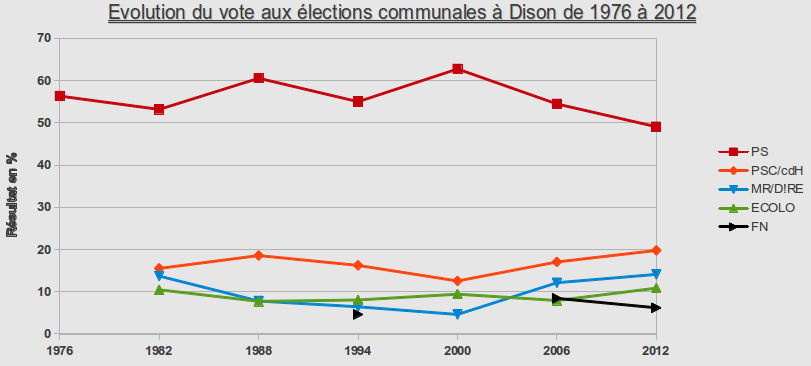
Évolution des votes aux élections communales à Dison de 1976 à 2012 (en %).

### Collège et conseil communal 2024-2030
L'actuelle bourgmestre est Veronique Bonni (PS)
Avec 14 sièges sur 25, le PS est le premier parti à Dison et a une majorité absolue (c'est-à-dire plus de la moitié des sièges). Le MR et ÔDAS, avec respectivement 4 et 7 sièges, suivent.
Ci-dessous, le tableau des résultats des élections communales de 2024.
| Parti | Parti       | Voix (2024) | Voix (2018) | % (2024) | % (2018) | +/-     | Sièges  | +/- | Collège |
| ----- | ----------- | ----------- | ----------- | -------- | -------- | ------- | ------- | --- | ------- |
|       | PS          | 3.600       | 4.066       | 51,69%   | 53,35%   | 1.66 %  | 14 / 25 | 2.0 | Oui     |
|       | MR          | 1.331       | 606         | 19,11%   | 7,95%    | 11.16 % | 4 / 25  | 3.0 | Non     |
|       | ÔDAS        | 2.034       | -           | 29,20%   | -        | 0.0 %   | 7 / 25  | 7.0 | Non     |
|       | ECOLO       | -           | 908         | -        | 11,91%   | 0.0 %   | - / 25  | 3.0 | Non     |
|       | PP          | -           | 963         | -        | 12,63%   | 0.0 %   | - / 25  | 3.0 | Non     |
|       | AGIR        | -           | 197         | -        | 2,58%    | 0.0 %   | - / 25  | 0.0 | Non     |
|       | MPE         | -           | 114         | -        | 1,50%    | 0.0 %   | - / 25  | 0.0 | Non     |
|       | Vivre Dison | -           | 768         | -        | 10,08%   | 0.0 %   | - / 25  | 2.0 | Non     |
| Total | Total       | 6 965       | 7 622       | 100 %    | 100 %    |         | 25      |     |         |

| Collège communal   |                  |    |
| ------------------ | ---------------- | -- |
| Bourgmestre        | Véronique Bonni  | PS |
| 1er Échevine       | Stéphanie Willot | PS |
| 2e Échevin         | Régis Decerf     | PS |
| 3e Échevine        | Selma Tinik      | PS |
| 4e Échevin         | Marcel Renard    | PS |
| Présidente du CPAS | Virginie Blaise  | PS |

## Patrimoine et culture

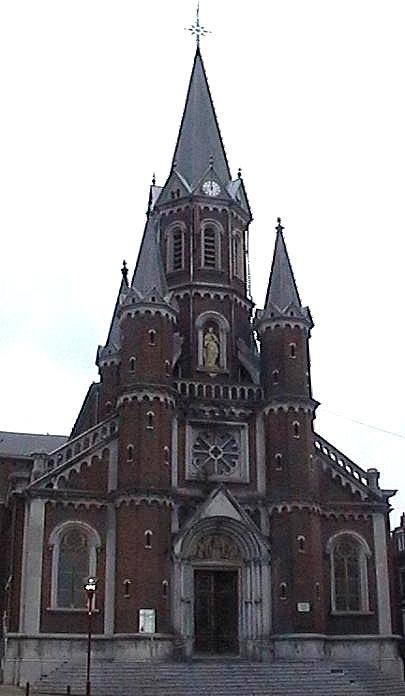
L'église Saint-Fiacre.

### Patrimoine architectural et sites

#### Cimetière
Le cimetière communal se situe rue du Mont.

### Culture

#### Événements
Dison organise tous les ans une célèbre foire aux macarons qui attire des milliers de visiteurs.

## Disonais(es) célèbres
- Adolphe Hardy (1868-1954), poète et journaliste, né et inhumé à Dison.
- Henri-Jacques Proumen (1879-1972) poète et romancier, né et inhumé à Dison.
- Luc Hommel (1896-1960), écrivain et académicien, né et inhumé à Dison.